# Алцано Скривия
Алца̀но Скрѝвия (на италиански: Alzano Scrivia; на пиемонтски: Autsan, Ауцан) е село и община в Северна Италия, провинция Алесандрия, регион Пиемонт. Разположено е на 77 m надморска височина. Населението на общината е 380 души (към 2011 г.).